# Bergisch-Marks voetbalkampioenschap 1926/27
In 1926/27 werd het achtste Bergisch-Marks voetbalkampioenschap gespeeld, dat georganiseerd werd door de West-Duitse voetbalbond. De competitie werd weer over één seizoen gespeeld en er kwamen twee reeksen, waarvan de winnaars elkaar bekampten om de algemene titel.
Düsseldorfer TSV Fortuna werd kampioen en TuRU Düsseldorf vicekampioen. Beide clubs plaatsten zich voor de West-Duitse eindronde. TuRU 1880 werd groepswinnaar van de vicekampioenengroep en maakte zo nog kans op de eindronde om de landstitel na een testwedstrijd tegen de nummer drie van de kampioenengroep. De tegenstander was toevallig Fortuna, dat samen met SV Kurhessen 1893 Kassel derde eindigde en na een testwedstrijd won. In de beslissende wedstrijd won Fortuna met 2:1 na verlengingen van TuRU en stootte door naar de nationale eindronde, waar ze meteen met 1:4 verloren van Hamburger SV.

## 1. Bezirksklasse

### Groep I
| Plaats | Club                           | Wed. | W  | G | V  | Saldo | Ptn.  |
| ------ | ------------------------------ | ---- | -- | - | -- | ----- | ----- |
| 1.     | Düsseldorfer TSV Fortuna 1895  | 14   | 10 | 3 | 1  | 49:14 | 23:5  |
| 2.     | Düsseldorfer SC 99             | 14   | 8  | 1 | 5  | 37:24 | 17:11 |
| 3.     | BC 05 Düsseldorf               | 14   | 5  | 6 | 3  | 30:26 | 16:12 |
| 4.     | SC Sonnborn 07                 | 14   | 5  | 5 | 4  | 38:30 | 15:13 |
| 5.     | 1.SpVgg 1903 Solingen-Gräfrath | 14   | 5  | 3 | 6  | 24:24 | 13:15 |
| 6.     | SpVgg 1904 Ratingen            | 14   | 4  | 5 | 5  | 26:28 | 13:15 |
| 7.     | FC Solingen 95                 | 14   | 5  | 2 | 7  | 30:43 | 12:16 |
| 8.     | VfB 06 Remscheid               | 14   | 1  | 1 | 12 | 19:64 | 3:25  |

|  | Geplaatst voor de finale en de West-Duitse eindronde |
|  | Degradatie                                           |

### Groep II
| Plaats | Club                       | Wed. | W | G | V | Saldo | Ptn.  |
| ------ | -------------------------- | ---- | - | - | - | ----- | ----- |
| 1.     | TuRU 1880 Düsseldorf       | 14   | 9 | 1 | 4 | 53:30 | 19:9  |
| 2.     | VfL Benrath 06             | 14   | 7 | 3 | 4 | 29:30 | 17:11 |
| 3.     | SSV 1904 Elberfeld         | 14   | 7 | 2 | 5 | 29:18 | 16:12 |
| 4.     | TSV Eller 04               | 14   | 7 | 2 | 5 | 54:39 | 16:12 |
| 5.     | BV 04 Düsseldorf           | 14   | 5 | 3 | 6 | 34:40 | 13:15 |
| 6.     | SV Germania 1907 Elberfeld | 14   | 6 | 1 | 7 | 25:46 | 13:15 |
| 7.     | Spfr. Schwarz-Weiß Barmen  | 14   | 5 | 2 | 7 | 50:46 | 12:16 |
| 8.     | Cronenberger SC 02         | 14   | 1 | 4 | 9 | 23:48 | 6:22  |

### Finale
Heen
|  |                               |       |                      |            |
|  | Düsseldorfer TSV Fortuna 1895 | 1 – 0 | TuRU 1880 Düsseldorf | Düsseldorf |
|  |                               |       |                      | Düsseldorf |

Terug
|  |                      |              |                               |            |
|  | TuRU 1880 Düsseldorf | 1 – 2 (n.v.) | Düsseldorfer TSV Fortuna 1895 | Düsseldorf |
|  |                      |              |                               | Düsseldorf |

## 2. Bezirksklasse

### Groep 1
| Plaats | Club              | Wed. | W | G | V | Saldo | Ptn.  |
| ------ | ----------------- | ---- | - | - | - | ----- | ----- |
| 1.     | SC 06 Langerfeld  | 14   |   |   |   | 49:24 | 22:06 |
| 2.     | BV 1910 Remscheid | 14   |   |   |   | 38:25 | 19:09 |
| 3.     | VfR Ohligs        | 14   |   |   |   | 37:29 | 16:12 |
| 4.     | Ohligser FC 1906  | 14   |   |   |   | 32:43 | 14:14 |
| 5.     | BV Solingen 1898  | 14   |   |   |   | 34:36 | 11:17 |
| 6.     | FC Velbert 1902   | 14   |   |   |   | 28:33 | 11:17 |
| 7.     | TSV 1905 Ronsdorf | 14   |   |   |   | 28:36 | 11:17 |
| 8.     | Barmer SC         | 14   |   |   |   | 25:41 | 08:20 |

|  | Geplaatst voor promotie-eindronde |

### Groep 2
| Plaats | Club                    | Wed. | W | G | V | Saldo | Ptn.  |
| ------ | ----------------------- | ---- | - | - | - | ----- | ----- |
| 1.     | SSV Barmen              | 16   |   |   |   | 75:28 | 29:03 |
| 2.     | BV Velbert 1907         | 16   |   |   |   | 47:29 | 21:11 |
| 3.     | SSV 1907 Sudberg        | 16   |   |   |   | 44:43 | 16:16 |
| 4.     | SV Viktoria 1905 Barmen | 16   |   |   |   | 44:34 | 15:17 |
| 5.     | SpV 1910 Weyer          | 16   |   |   |   | 39:46 | 15:17 |
| 6.     | SSV Remscheid 1907      | 16   |   |   |   | 41:41 | 14:18 |
| 7.     | BV Wald 1903            | 16   |   |   |   | 40:43 | 14:18 |
| 8.     | TuRa Barmen             | 16   |   |   |   | 34:50 | 14:18 |
| 9.     | FC Lennep 1907          | 16   |   |   |   | 33:73 | 06:26 |

### Groep 3
| Plaats | Club                            | Wed. | W | G | V | Saldo | Ptn.  |
| ------ | ------------------------------- | ---- | - | - | - | ----- | ----- |
| 1.     | Düsseldorfer SC Viktoria 02     | 10   |   |   |   | 31:15 | 16:04 |
| 2.     | VfB Hilden 1903                 | 10   |   |   |   | 29:20 | 15:05 |
| 3.     | SpV Eintracht 1906 Düsseldorf   | 10   |   |   |   | 19:22 | 09:11 |
| 4.     | SC Grafenberg 1888              | 10   |   |   |   | 20:28 | 08:12 |
| 5.     | VfB Düsseldorf 1910             | 10   |   |   |   | 18:23 | 07:13 |
| 6.     | SC Schwarz-Weiß 1906 Düsseldorf | 10   |   |   |   | 21:30 | 05:15 |

|  | Geplaatst voor promotie-eindronde |

### Groep 4
| Plaats | Club                           | Wed. | W | G | V | Saldo | Ptn.  |
| ------ | ------------------------------ | ---- | - | - | - | ----- | ----- |
| 1.     | VfR 1908 Gerresheim            | 12   |   |   |   | 42:21 | 20:04 |
| 2.     | SSV Oberkassel                 | 12   |   |   |   | 43:23 | 18:06 |
| 3.     | Düsseldorfer CfR linksrh. 1919 | 12   |   |   |   | 24:26 | 14:10 |
| 4.     | Düsseldorfer SV 04             | 12   |   |   |   | 31:25 | 13:11 |
| 5.     | Teutonia 1905 Düsseldorf       | 12   |   |   |   | 37:46 | 11:13 |
| 6.     | Sportfreunde Neuss             | 12   |   |   |   | 26:37 | 06:18 |
| 7.     | Rather SpV 1919                | 12   |   |   |   | 18:42 | 02:22 |

### Promotie-eindronde
| Plaats | Club                        | Wed. | W | G | V | Saldo | Ptn.  |
| ------ | --------------------------- | ---- | - | - | - | ----- | ----- |
| 1.     | VfR 1908 Gerresheim         | 3    | 2 | 1 | 0 | 11:08 | 05:01 |
| 2.     | SSV Barmen                  | 3    | 1 | 1 | 1 | 07:06 | 03:03 |
| 3.     | Düsseldorfer SC Viktoria 02 | 3    | 1 | 1 | 1 | 06:07 | 03:03 |
| 4.     | SC 06 Langerfeld            | 3    | 0 | 1 | 2 | 02:05 | 01:05 |

|  | Promotie               |
|  | Play-off voor promotie |

Er kwam nog een play-off tussen SSV Barmen en Düsseldorfer SC Viktoria. De uitslag hiervan is niet meer bekend, enkel dat Düsseldorf won.